# Seznam měst v Oregonu
Seznam měst v Oregonu uvádí v abecedním pořadí některá významná města ve státě Oregon v USA.
- Adams
- Adrian
- Aloha
- Arlington
- Ashland
- Astoria
- Aurora
- Baker City
- Bandon
- Beaverton
- Bend
- Bethany
- Boardman
- Boring
- Bradwood
- Brookings
- Brooks
- Burlington
- Burns
- Canby
- Cannon Beach
- Carver
- Cascade Locks
- Cave Junction
- Cedar Hills
- Charleston
- Chiloquin
- Clackamas
- Coburg
- Coos Bay
- Corlenius
- Cornelius Pass
- Corvallis-Albany apt
- Dallas
- Damascus
- Dayton
- Durham
- Estacada
- Eugene
- Fairview
- Forest Grove
- Gardiner
- Garibaldi
- Gladstone
- Gold Beach
- Grants Pass
- Gresham
- Guilds Lake
- Halsey
- Hammond
- Happy Valley
- Hermiston
- Hillsboro
- Hinkle
- Hood River
- Hubbard
- Independence
- John Day
- Johnson City
- Kellogg
- Kenton
- King City
- Klamath Falls
- La Grande
- Lake Oswego
- Lakeview
- Lebanon
- Lincoln City
- Madison-Madras apt
- Malin
- Maywood Park
- McCrocken
- McMinnville
- McNary
- Medford
- Metzger
- Milton-Freewater
- Milwaukie
- Molalla
- Myrtle Point
- Newberg
- Newport
- North Bend
- North Plains
- Oak Grove
- Oakridge
- Odell
- Ontario
- Oregon City
- Pacific City
- Parkrose
- Pendleton
- Portland
- Prineville
- Prospect
- Rainier
- Redmond-Bend apt
- Riddle
- Rockwood
- Rome
- Roseburg
- Salem
- Sandy
- Scapoose
- Scholls
- Sheridan
- Sherwood
- Shorewood
- Springfield
- St Helens
- Stayton
- Sublimity
- Sun River
- Sutherlin
- Sweet Home
- The Dalles
- Tigard
- Tillamook
- Troutdale
- Tualatin
- Umatilla
- Warrenton
- Wauna
- West Linn
- West Union
- Weston
- White City
- Wilsonville
- Wood Village
- Woodburn
- Yamhill